# Ян Хён Мо
Ян Хён Мо (кор. 양형모, р.23 марта 1971) — южнокорейский борец вольного стиля, призёр Олимпийских игр и чемпионатов Азии.

## Биография
Родился в 1971 году. В 1993 году стал бронзовым призёром чемпионата Азии. В 1996 году завоевал серебряные медали чемпионата Азии и Олимпийских игр в Атланте. В 1997 году стал серебряным призёром чемпионата Азии и Восточноазиатских игр. В 2000 году принял участие в Олимпийских играх в Сиднее, но стал там лишь 6-м.